# Matrimonio igualitario en Iowa

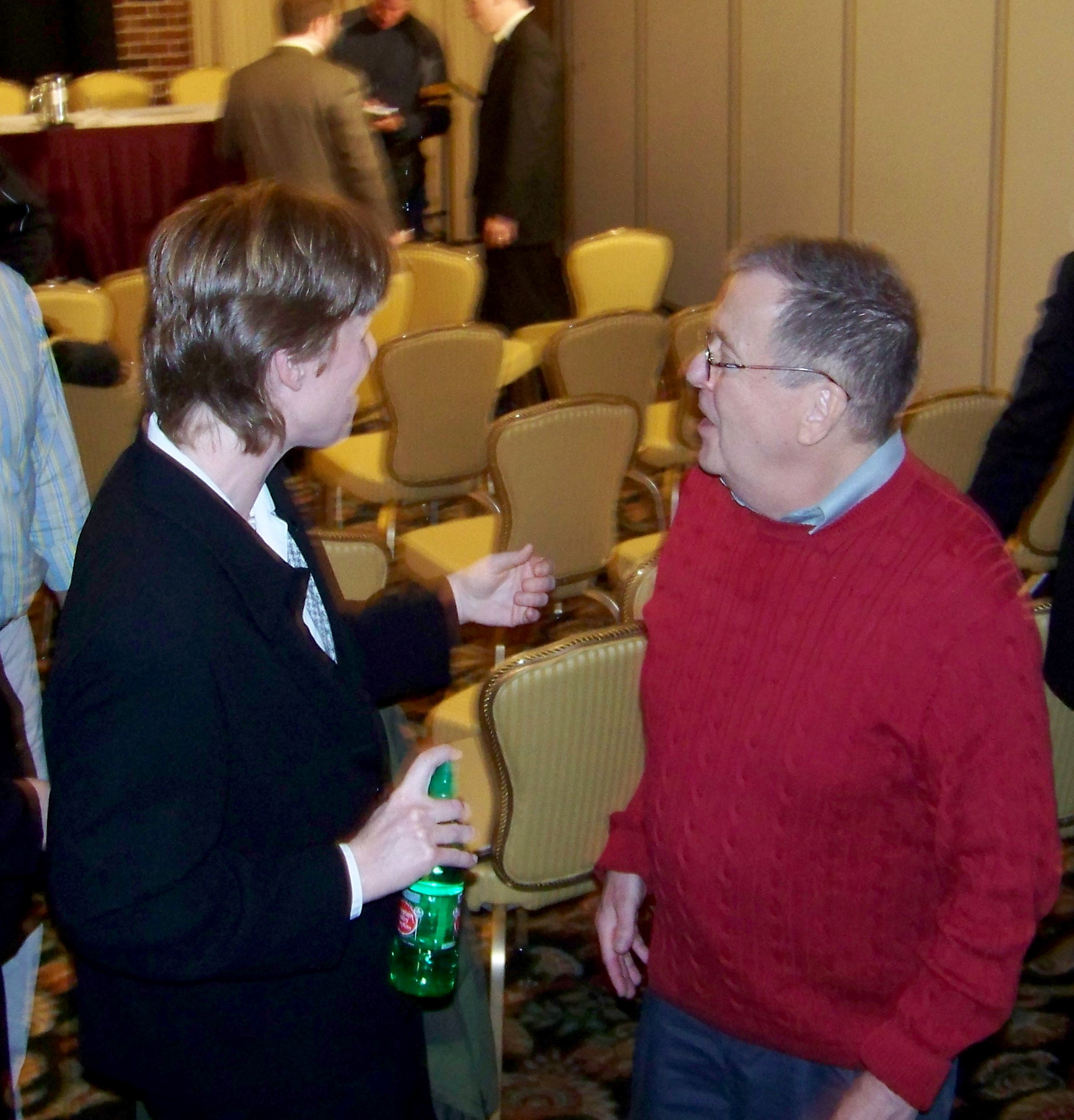
Conferencia de prensa por la aceptación del Matrimonio igualitario en la ciudad de Iowa,

El matrimonio igualitario en el estado de Iowa está permitido desde el 24 de abril de 2009 aunque anteriormente estuvo permitido por un solo día, del 30 de agosto al 31 de agosto de 2007, por una sentencia de Robert Hanson, juez de la corte del distrito del Condado de Polk. La decisión sólo era vinculante en dicho condado.
El proceso se inició por la denegación de licencia matrimonial a seis parejas del mismo sexo en el Condado de Polk. El veredicto de Hanson expreso que:

Las parejas, como demandantes, que de otra forma están cualificados para casarse entre ellos, no pueden verse denegados de licencias de matrimonio o certificados de matrimonio, o ser de cualquier otra forma obstaculizados para contraer matrimonio civil...por razón del hecho de que ambas personas sean del mismo sexo

Las autoridades del condado apelaron al Tribunal Supremo de Iowa, que podría oír el caso o trasladarlo al Tribunal de Apelación de Iowa.

## Matrimonios realizados bajo la orden Hanson
Dos horas antes de la publicación del edicto, dos hombres de Des Moines solicitaron un registro de matrimonio. Su aplicación fue aceptada. A la mañana siguiente, varias parejas pudieron solicitar licencias matrimoniales antes de que el juez Hanson ordenara una moratoria pendiente de la apelación del condado.
La primera pareja en legalizar su matrimonio fueron Sean Fritz y Tim McQuillan, ambos residentes de Ames y estudiantes en la Universidad del Estado de Iowa. La ley matrimonial de Iowa requiere de tres días de espera tras solicitar la licencia, al menos que el tiempo de espera sea renunciado por un juez. Friz y McQuillan fueron la única paraja en recibir tal renuncia antes de que el juez Hanson frenara el cumplimiento de su orden. Pudieron casarse la mañana del 31 de agosto en una corta ceremonia oficiada por un ministro del unitarismo universalista.
Otros dos residentes de Ames que solicitaron la licencia antes de la moratoria pudieron casarse el 2 de septiembre de 2007. La ceremonia también fue oficiada por un ministro del unitarismo universalista. Sin embargo este matrimonio no es reconocido por el estado de Iowa, ya que la moratoria del juez Hanson fue emitida antes de que concluyera el periodo de espera.

## Reacciones
Para evitar casos similares, se intentó llevar a la Asamblea General de Iowa una proposición de referéndum para prohibir expresamente en la constitución estatal los matrimonios entre personas del mismo sexo. Sin embargo, el proyecto no prosperó en la cámara, dominada por los demócratas, por sobrepasar la fecha límite de aceptación.
En cuanto al colectivo LGBT, Evan Wolfson de Freedom to Marry, literalmente libertad para casarse, declaró que era un triunfo parcial. Precisó que aunque se había apelado la orden de Hanson, nadie hace unos años podría haber previsto que un juez de Iowa abriría la puerta a los matrimonios entre personas del mismo sexo.

## Casamientos celebrados
Un año después de haberse aprobado la ley de matrimonio gay,el Departamento de Salud Pública de Iowa informó que la mayoría de las parejas beneficiadas procedían de estados vecinos.
Según el registro oficial, de los 2020 enlaces celebrados hasta abril de 2010, 815 correspondían a parejas homosexuales de Iowa. El resto de las parejas habían llegado desde Illinois (199), Misuri (158), Nebraska (111) y Minnesota (109).
El mismo organismo precisó que las bodas entre mujeres sumaron 1292 casos mientras los hombres homosexuales celebraron 728 uniones. 